# Товмасян, Андрей Егиазарович
Андре́й Егиаза́рович Товмася́н (1 декабря 1942 — 31 декабря 2014) — советский джазовый трубач и композитор, основная фигура в джазе СССР в 1960-е годы. Был сторонником традиционного американского джаза. В игре Товмасяна ассимилировалась манера американских трубачей Клиффорда Брауна и Ли Моргана.
Мать — Степанова Елизавета Михайловна. Отец — Товмасян Егиазар Абрамович, родом из Вана, бежал в 1915 году из Турции во время геноцида. Одно время работал директором магазина «Армения» на углу Пушкинской площади, в Москве.
Андрей Товмасян, со своей композицией «Господин Великий Новгород», занял первые места, как трубач, как импровизатор и как композитор, на фестивале «Джаз-62». Участник фестиваля «Jazz Jamboree 62», в составе с Вадимом Сакуном, Николаем Громиным, Алексеем Козловым, Игорем Берукштисом, Валерием Булановым, Анатолием Кащеевым и сопровождающими членами делегации: Арно Бабаджаняном, Ниной Завадской, Александром Медведевым и Пашей Пластилиным.
Много выступал вместе с Виталием Клейнотом, в том числе на еврейских свадьбах.

«Товмасян, пожалуй, один из лучших трубачей Европы». Дон Эллис

«Андрей Товмасян — один из величайших артистов джаза. Молодежи его имя уже почти ни о чём не говорит, но тридцать лет назад это был настоящий прорыв. Мы, музыканты и провозвестники джаза, сами не поняли этого. Когда в начале 60-х годов звезда Товмасяна стремительно всходила на нашем чёрном джазовом небе. Ему не было двадцати и он был необыкновенно талантлив.
Андрей стал сенсацией фестивалей в Тарту, Ленинграде и Москве. Он был в первой советской горстке джаза, робко вывезенной в Варшаву (заграница!), и тут же олицетворил собою пробившееся сквозь сталинский асфальт новое поколение. Его „Господин Великий Новгород“ с колокольными звонами в начале и в конце стал козырем в защите джаза, слава этой действительно живописной вещи, может быть, даже заслонила самого автора. Так бывает.
Андрей сочинял и другие пьесы. Но главное — чистейший фирменный американский джаз бил из его трубы фонтаном, и непонятно было, откуда что берется. Мы ещё не могли себе представить, что где-то за пределами Америки может родиться джазовая личность, равновеликая тамошним корифеям, единственно населявшим наш джазовый пантеон».
Алексей Баташев

В игре Товмасяна ассимилировалась манера американских трубачей Клиффорда Брауна и Ли Моргана. Он блестяще владел фразировкой офф-бит, и джазовыми приемами (такими, как штрих «тал-л-да», «проглоченные звуки», «тейч-штрих», «взлеты» по натуральному звукоряду и т. д.). Товмасян как бы «разговаривал» на трубе. Кроме того, его феноменальное гармоническое и мелодическое мышление приводило в восхищение поклонников джаза.
Вся Москва как бы раскололась на два лагеря сторонников американского, традиционного джаза, знаменем которых был Товмасян, и поклонников новаций и экспериментов отечественного джаза, во главе которых стоял Герман Лукьянов. На бирже спор сторонников Товмасяна и Лукьянова достиг такого ажиотажа, что однажды между ними возникла драка. Сейчас трудно представить такой накал страстей вокруг джаза. Олег Степурко

Помимо музыки, А. Е. Товмасян занимался поэзией и прозой. Написал автобиографический очерк «Воспоминания». Стихи А. Е. Товмасяна публиковались  в антологиях "Самиздат века" и "Русские стихи 1950-2000".

#### Дискография
- Господин Великий Новгород (2007)[10].
- Фестивальные альбомы:[11]
- Джаз-66 (квинтет Бориса Фрумкина), Джаз—67[12], Джаз—68[13], Джаз-84.
- Остальные записи находятся в частных коллекциях.

Многие идеи Товмасяна заложены в книгах Олега Степурко:
- Трубач в джазе. — М., 1989.
- Блюз, Джаз, Рок — универсальный метод импровизации. — М., 1995.